# Pisárky
Pisárky (německy Schreibwald, v hantecu Šrajbec) jsou městská čtvrť západně od centra statutárního města Brna. Její katastrální území má rozlohu 4,67 km². Převážná část území pozdějších Pisárek byla k Brnu připojena v roce 1850. Pisárky jsou od 24. listopadu 1990 rozděleny mezi samosprávné městské části Brno-střed (většina území), Brno-Kohoutovice (západní část) a Brno-Jundrov (malá část na severozápadě). Žije zde přibližně 2600 obyvatel.
V západní části katastru Pisárek se rozkládá les, dříve označovaný „Pisárky“, po němž je čtvrť pojmenována. Značná část území Pisárek náleží již od roku 1928 k areálu mezinárodního Brněnského výstaviště. Územím čtvrtě protéká řeka Svratka, na jejímž pravém břehu se zde nedaleko areálu zmíněného výstaviště nachází zalesněný svah s cyklistickou stezkou procházející kolem pavilónu Anthropos, v němž se nachází stálá expozice o vývoji člověka. Na území čtvrtě se dále nacházejí také rekreační areál a koupaliště Riviéra, hotel Holiday Inn, generální konzulát Litevské republiky a je zde také jedna ze dvou tramvajových vozoven, vozovna Pisárky, při níž sídlí i Dopravní podnik města Brna. Na severní straně ulice Hlinky a na ulici Veslařská se nachází řada vil. V ulici Libušino údolí se nachází řada rodinných domů.

## Historie
Většina území dnešních Pisárek původně patřila ke Starému Brnu, části jejich katastru náležely i ke Křížové (sever Pisárek počínaje středem silnice v ulici Hlinky), Jundrovu (severozápad Pisárek s ulicemi Antonína Procházky, Libušino Údolí a Veslařská), Žabovřeskám (malá část Pisárek v blízkosti levého břehu Svratky), Kohoutovicím (malé zalesněné území rozkládající se mezi středem toku Kohoutovického potoka a ulicí Libušina třída) a Bohunicím (okrajová území na jihu současného katastru Pisárek).
Pro Brno bylo území dnešních Pisárek důležité už ve středověku, protože tudy od někdejšího Kamenného mlýna vedlo kamenné potrubí prvního městského vodovodu, který stavěl od roku 1416 Prokop z Písku ve spolupráci s brněnským měšťanem Václavem Hazem. Název Pisárek, prvně doložený roku 1673 v soupisu jmění starobrněnského kláštera, byl odvozen od starých místních pojmenování „písařův les“ a louka „písařska“.
Až do 18. století bylo území dnešních Pisárek téměř bez zástavby, jíž zde do postavení domů v ulici Hlinky tvořil původně jen výše zmíněný zaniklý Kamenný mlýn, o němž je první zmínka z roku 1366. Kamenný mlýn, kolem něhož vznikla v 19. století stejnojmenná osada a roku 1898 i samostatná obec Kamenný Mlýn, stávající na levém břehu Svratky, patřil až do 19. století k Žabovřeskám. V západní části byl a dodnes je les, zatímco na svazích Žlutého kopce se rozkládaly zahrady a vinice.
Před rokem 1815 byl v jihozápadní části areálu pozdějšího Brněnského výstaviště postaven empírový Bauerův zámeček. Záhy byly u něj postaveny budovy cukrovaru, zbořené roku 1954. Roku 1850 byly k Brnu připojeny ty části moderních Pisárek, které tehdy náležely ke katastrálnímu území Staré Brno. Roku 1892 byla k Brnu od Jundrova připojena malá část Pisárek, zahrnující dům na adrese Pisárecká 4 a okolí přilehlé křižovatky. V sedmdesátých letech 19. století započala výstavba vil ve Veslařské ulici, patřící tehdy k Jundrovu, která zde vyvrcholila v osmdesátých letech 19. století. Od osmdesátých let 19. století rovněž dochází ve střední a západní části ulice Hlinky k rozvoji vilové zástavby, která od roku 1909 existovala v takřka dnešní podobě. V těchto letech byla na této ulici vystavně také Hechtova vila, ve které v dnešní době sídlí Generální konzulát Ruské federace. Roku 1919 byl k Brnu připojen zbytek katastru Pisárek.
V letech 1926–1928 bylo v Pisárecké nivě západně v blízkosti Bauerova zámečku vybudováno světoznámé Brněnské výstaviště, které bylo za druhé světové války těžce poškozeno a obnoveno v letech 1949–1950. V letech 1955–1959 byla plocha výstaviště zvětšena z původních 26 ha na 54 ha.
Jako samostatné katastrální území vznikly Pisárky až při radikální druhé katastrální reformě Brna koncem šedesátých let 20. století. Roku 1990 bylo jejich území rozděleno mezi moderní samosprávné městské části Brno-Kohoutovice a Brno-střed. K 1. září 1995 pak část Pisárek získala na základě dohody s městskou částí Brno-Kohoutovice podepsané dne 25. srpna 1995, také městská část Brno-Jundrov výměnou za malou část katastrálního území Jundrov. Ke 12. únoru 2014 nabyla účinnosti menší změna hranice mezi k. ú. Pisárky a Bohunice a tím zároveň i změna hranice městských částí Brno-Bohunice a Brno-střed v ulici Vinohrady, kdy z Bohunic přešly k Pisárkám (a tím i k městské části Brno-střed) parcely s novými čísly 2334, 2335, 2336 a 2337, mající dohromady rozlohu 42 m². Tyto k Pisárkám nově připojené pozemky náležely do šedesátých let 20. století ke k. ú. Staré Brno a Vídeňka. V současnosti se uvažuje o realizaci projektu sportovně-rekreační oblasti Pisárky, která by se měla nacházet za budovou Anthropos, jehož autory jsou architekti z brněnské architektonické kanceláře A PLUS, kteří mimo jiné stojí za návrhem Univerzitního kampusu Bohunice.

## Obyvatelstvo
| 1970  | 1980  | 1991  | 2001  | 2011  | 2021  |
| ----- | ----- | ----- | ----- | ----- | ----- |
| 3 434 | 2 734 | 2 865 | 2 261 | 2 641 | 2 606 |

## Významné budovy a instituce
- Anthropos
- Brněnské veletrhy a výstaviště
- Ekonomicko-správní fakulta Masarykovy univerzity
- Generální konzulát Litevské republiky
- Hechtova vila
- Reissigova vila
- Vozovna Pisárky
- Hotel Holiday Inn Brno
- Hošnova vila
- Haasova vila

## Pamětihodnosti
- Seznam kulturních památek v Pisárkách (Brno-střed) (část území v městské části Brno-střed)
- Seznam kulturních památek v Brně-Kohoutovicích (část území v městské části Brno-Kohoutovice)
- Seznam kulturních památek v Brně-Jundrově (část území v městské části Brno-Jundrov)

## Galerie

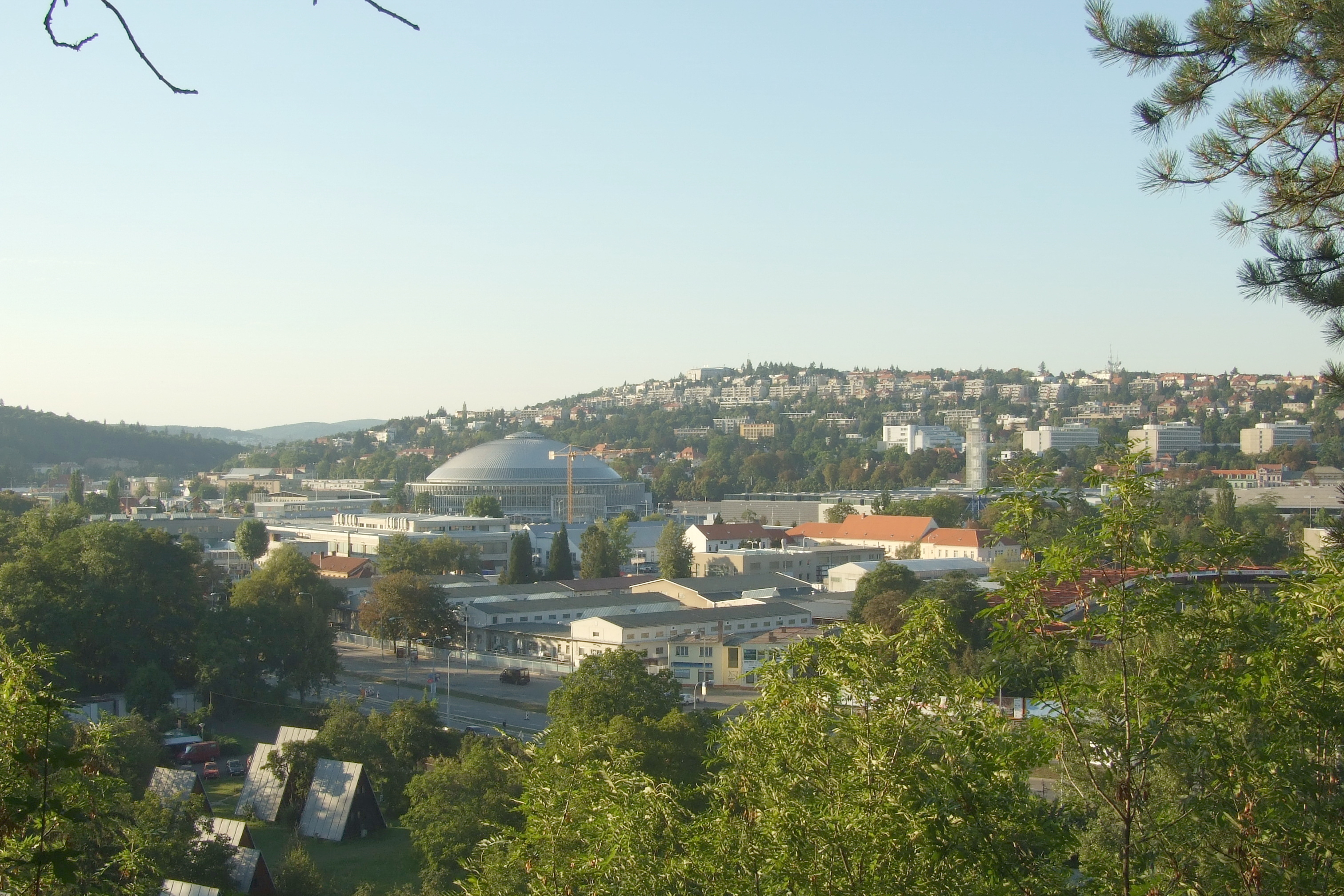
Pisárky s částí areálu Brněnského výstaviště. V pozadí na kopci část místní Masarykovy čtvrti.
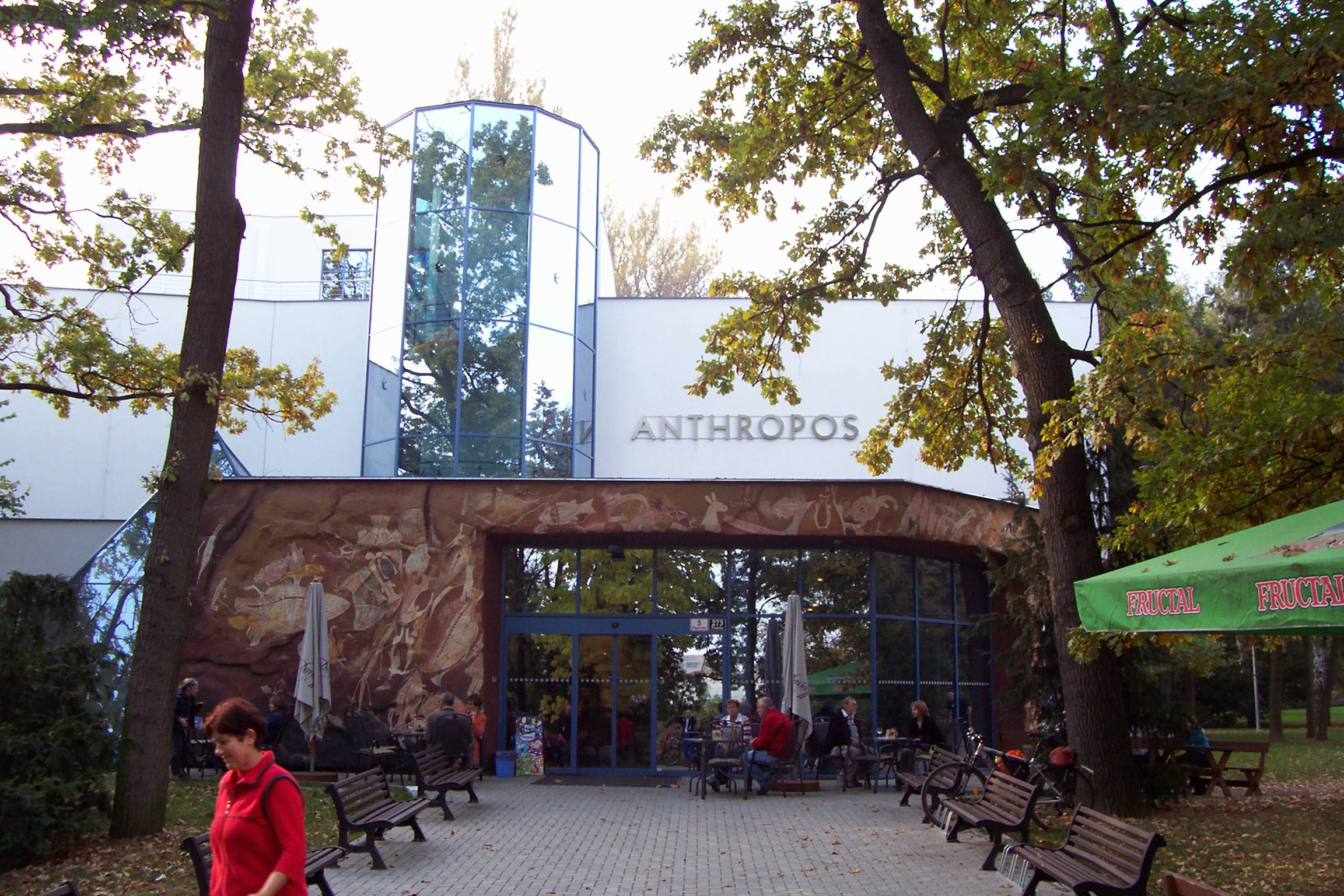
Pavilón Anthropos na Písarecké 5
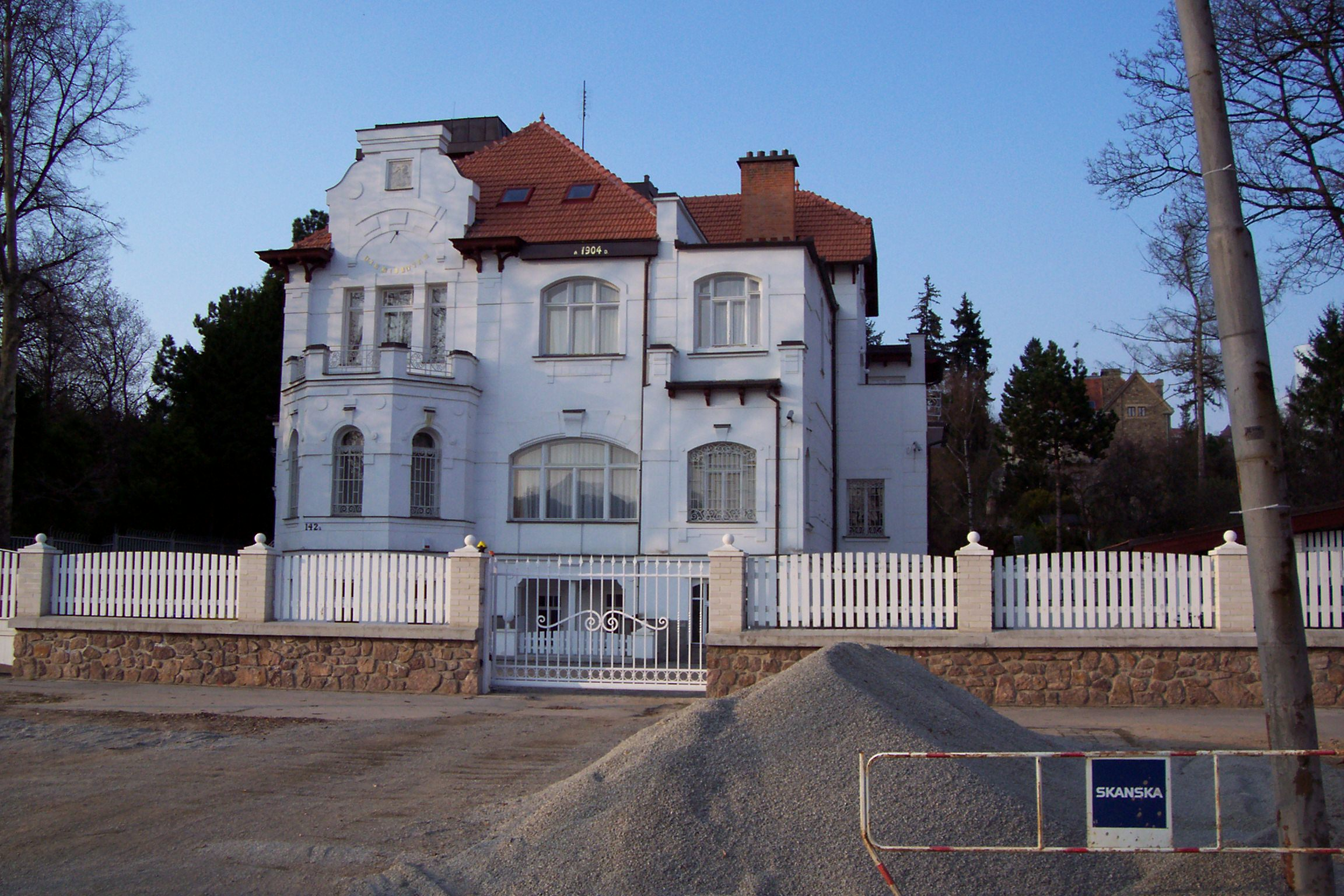
Jedna z mnoha vil na ulici Hlinky ve vilové části Pisárek
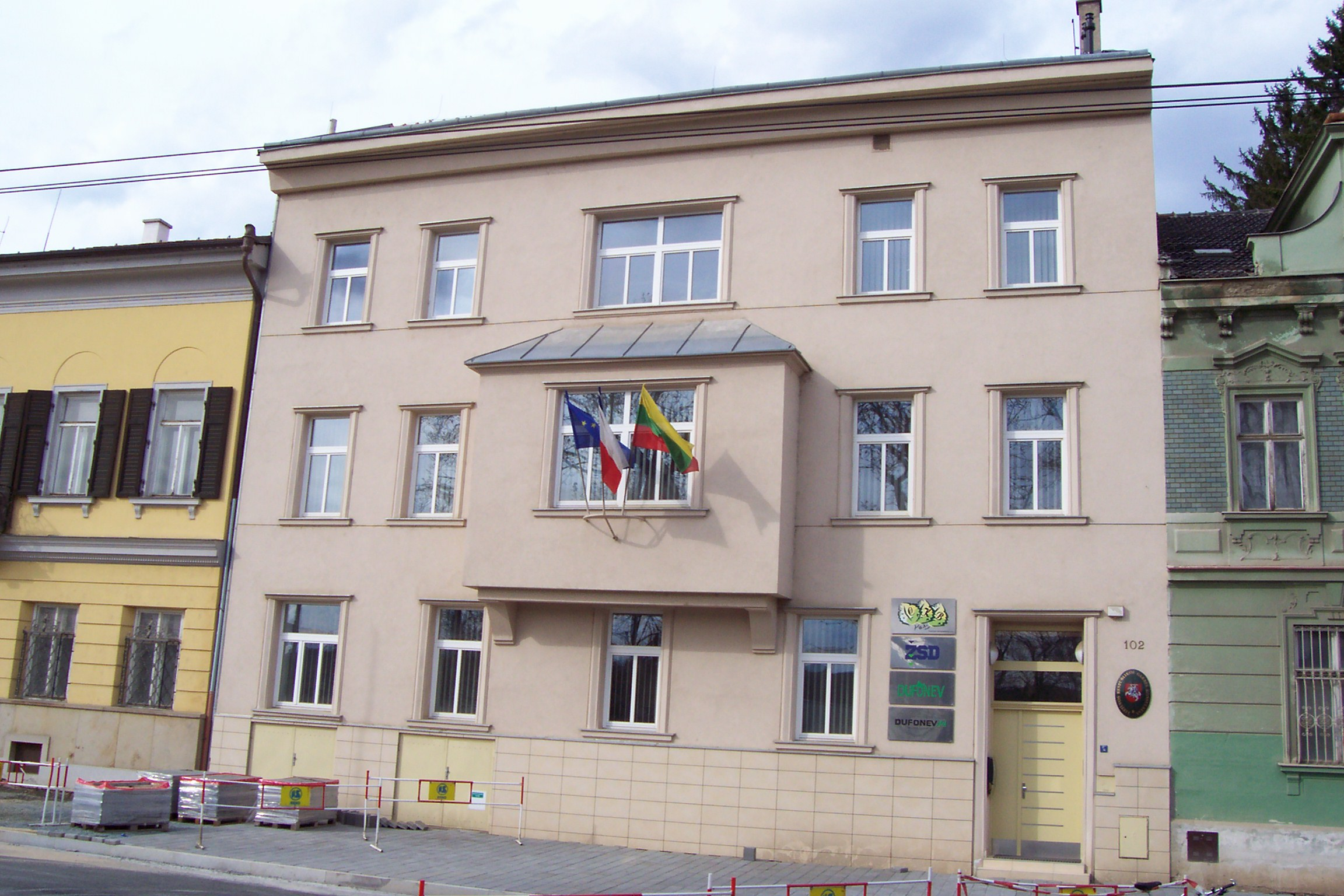
Generální konzulát Litevské republiky na adrese Hlinky 102
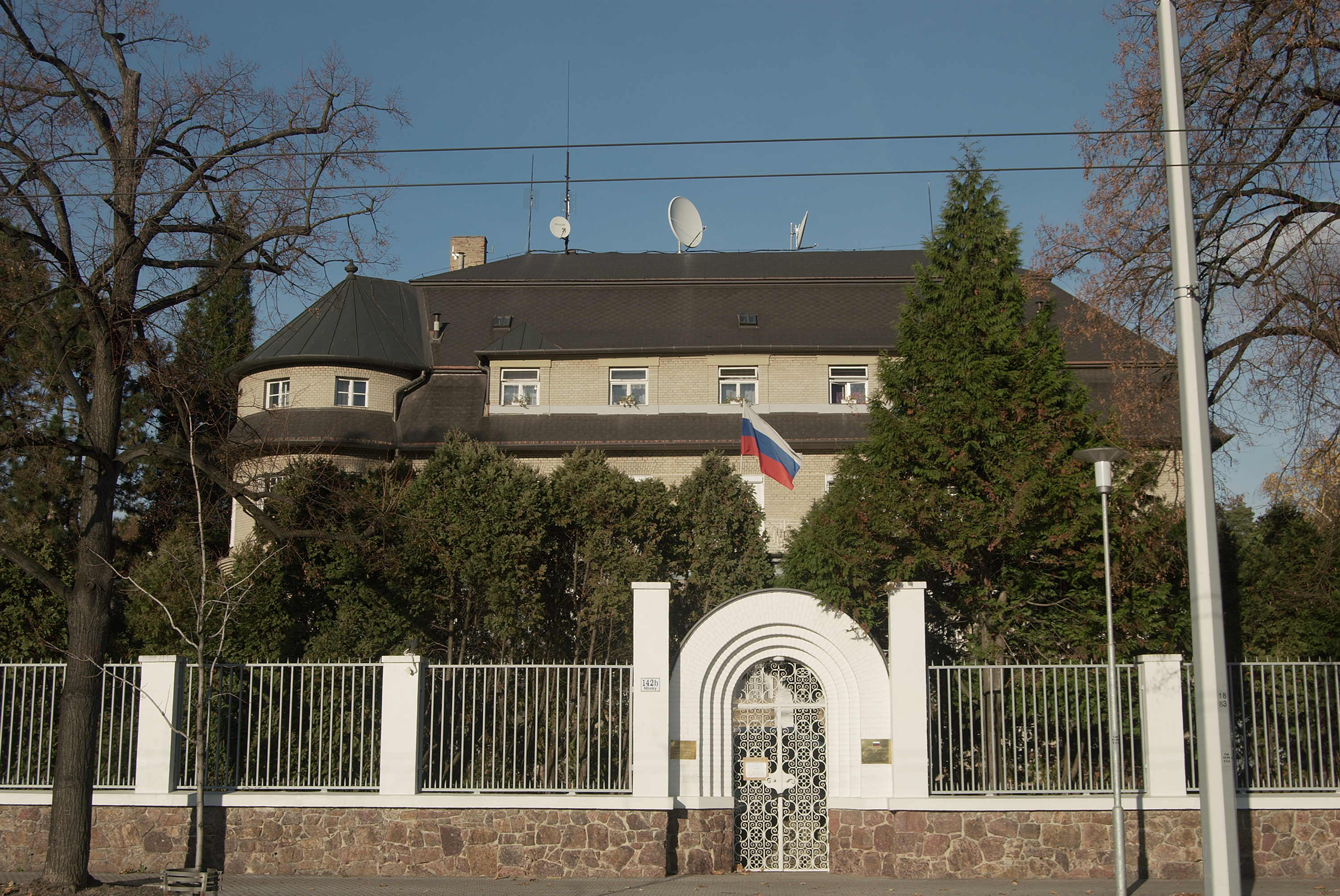
Generální konzulát Ruské federace na adrese Hlinky 142b (Hechtova vila)
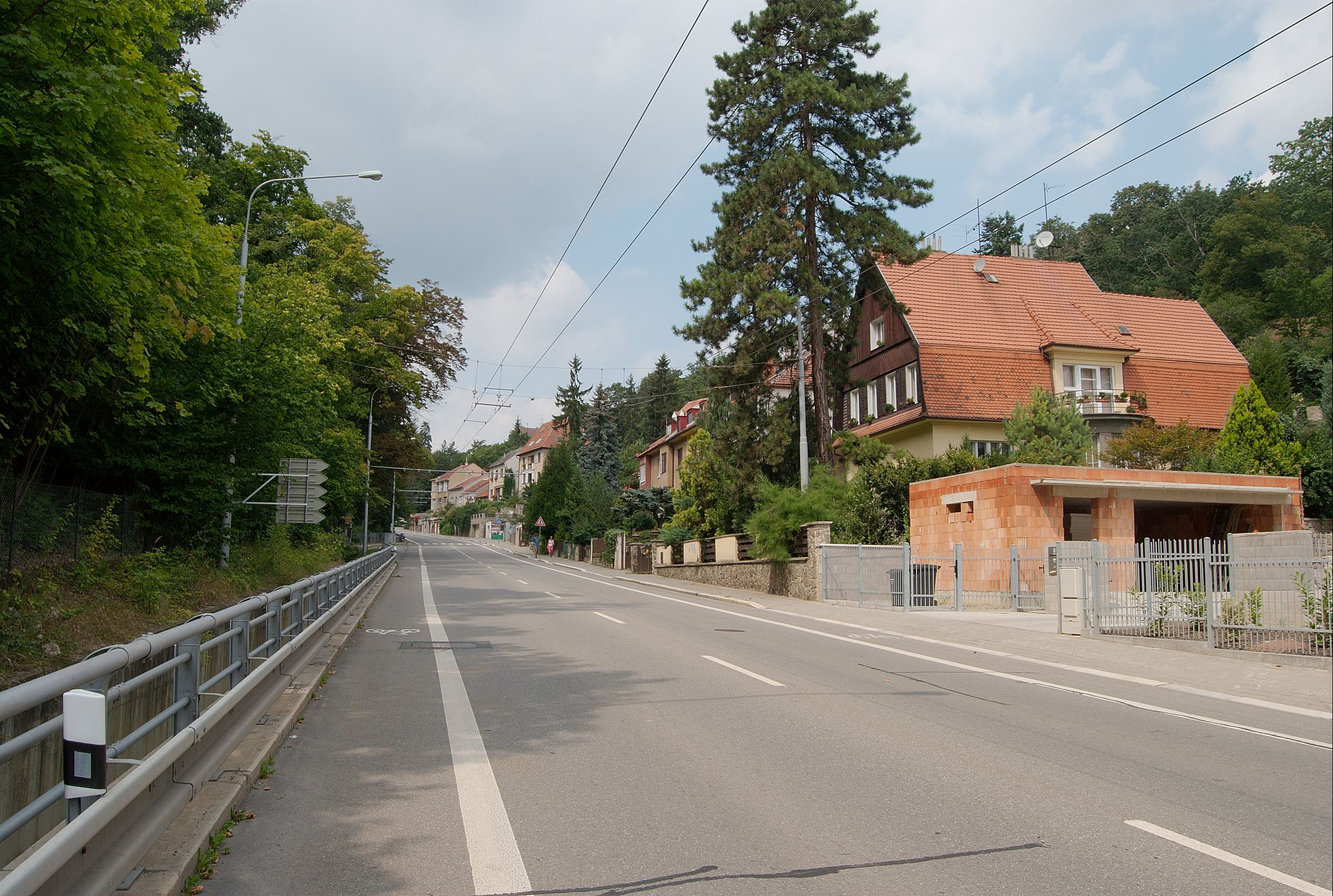
Ulice Antonína Procházky, od roku 1990 náležející k městské části Brno-Kohoutovice. Původně ovšem tato ulice náležela ke katastrálnímu území bývalé obce Jundrova
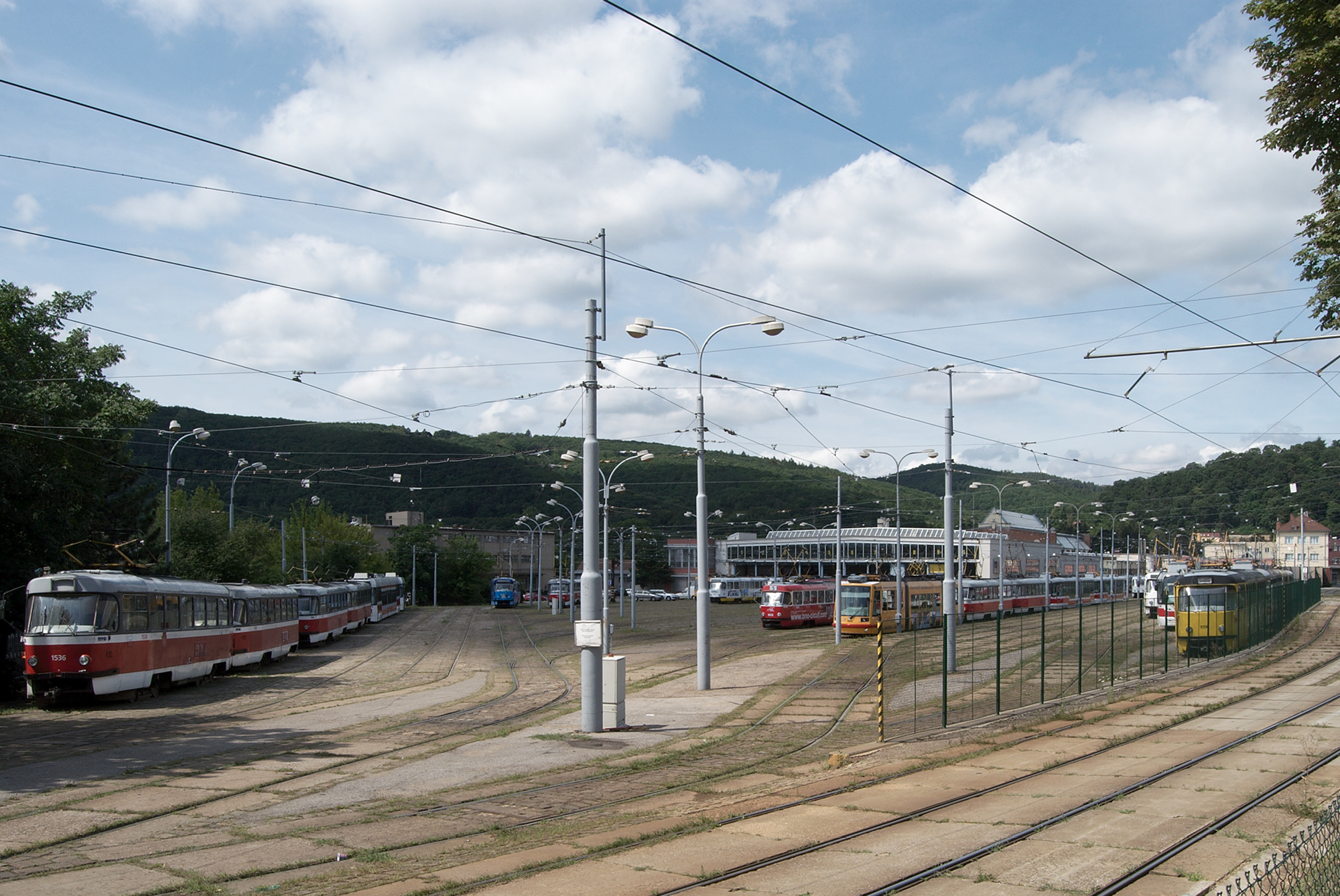
Tramvajová vozovna v Pisárkách
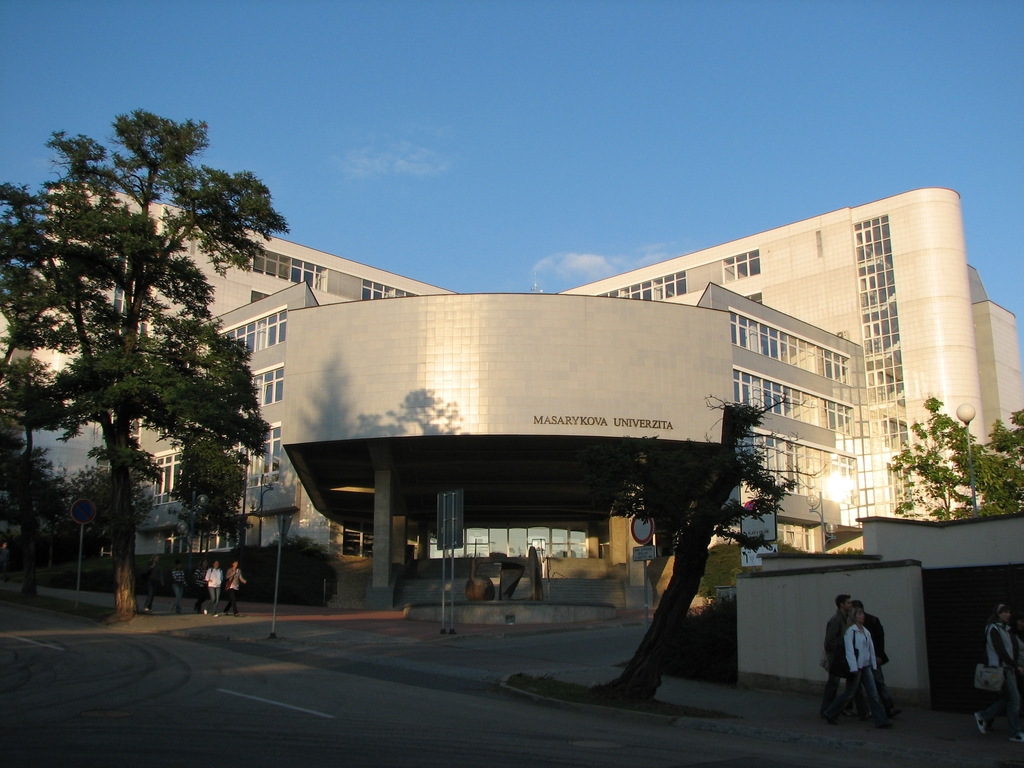
Ekonomicko-správní fakulta Masarykovy univerzity na Lipové 41a